# Winton (Minnesota)
Winton és una població dels Estats Units a l'estat de Minnesota. Segons el cens del 2000 tenia 185 habitants.

## Demografia
Segons el cens del 2000, Winton tenia 185 habitants, 85 habitatges, i 49 famílies. La densitat de població era de 549,5 habitants per km².
Dels 85 habitatges en un 25,9% hi vivien nens de menys de 18 anys, en un 45,9% hi vivien parelles casades, en un 7,1% dones solteres, i en un 41,2% no eren unitats familiars. En el 37,6% dels habitatges hi vivien persones soles l'11,8% de les quals corresponia a persones de 65 anys o més que vivien soles. El nombre mitjà de persones vivint en cada habitatge era de 2,18 i el nombre mitjà de persones que vivien en cada família era de 2,84.
Per edats la població es repartia de la següent manera: un 22,2% tenia menys de 18 anys, un 9,7% entre 18 i 24, un 32,4% entre 25 i 44, un 21,6% de 45 a 60 i un 14,1% 65 anys o més.
L'edat mediana era de 40 anys. Per cada 100 dones de 18 o més anys hi havia 111,8 homes.
La renda mediana per habitatge era de 29.063 $ i la renda mediana per família de 41.250 $. Els homes tenien una renda mediana de 38.750 $ mentre que les dones 14.688 $. La renda per capita de la població era de 18.017 $. Entorn de l'1,9% de les famílies i el 8,9% de la població estaven per davall del llindar de pobresa.

## Poblacions més properes
El següent diagrama mostra les poblacions més properes.